# Merodictya marmorata
Merodictya marmorata is een vlinder uit de familie van de grasmotten (Crambidae). De wetenschappelijke naam van de soort is voor het eerst gepubliceerd in 1892 door Thomas Pennington Lucas.
De soort komt voor in Nieuw-Guinea en Australië.